# Herlev Skøjtehal
Die Herlev Skøjtehal ist eine Eissporthalle in der Herlev Kommune, Dänemark.

## Geschichte
Die Herlev Skøjtehal wurde 1977 eröffnet. Die Arena dient als Heimspielstätte der professionellen Eishockeymannschaft Herlev Eagles aus der Metal Ligaen.